# О’Коннель-Михайловская, Рене Рудольфовна
Рене Рудольфовна О’Коннель-Михайловская (урожд. О’Коннель; 1891, Париж или Петербург — 1981) — художница по фарфору, живописец и график. Внучка ирландского политического деятеля Даниэла О`Коннела. Ученица Ивана Билибина в Рисовальной школе Общества поощрения художеств. С 1912 по 1917 год — его гражданская жена. Преподавательница Рисовальной школы, художница по фарфору на Императорском фарфоровом заводе.

## Биография
Родилась в Париже (в справочнике-определителе «Советский агитационный фарфор» местом рождения указан Петербург, в других источниках, в том числе в воспоминаниях правнука Гарин-Михайловского М. П. Сырникова, продвигается версия её рождения за границами Российской империи). Училась в мастерской художника Егорова. Поступила в Рисовальную школу Общества поощрения художеств (классы фарфора и графики) в 1907 году. Здесь её учителем был Иван Билибин. Закончив обучение в школе (1914), получила право на поощрительную поездку в Италию, побывала также во Франции, Германии и Венгрии. Совершила поездку в Иран, откуда возникло её увлечение восточными мотивами. Работала в школе в качестве преподавателя. Принимала участие во множестве конкурсов и неоднократно премировалась. Работала как художник-график в таких журналах как «Сатирикон», «Лукоморье», «Аргус». Оформила своими иллюстрациями издание сказки Ш. Перро «Синяя птица».
Поступила художником на Императорский фарфоровый завод (позднее — Государственный фарфоровый завод). С 1912 года — гражданская жена И. Билибина. В 1917 году разошлась с ним. После революции, в 1922—1932 годах, О’Коннель работала на Ленинградском фарфоровом заводе им. М. В. Ломоносова. Заявление о приёме на работу содержит приписку Рудольфа Вильде: «О. К. как известная художница может быть заводу только полезна». С 1932 года работала как художник-монументалист в Ленинграде и Киеве. В 1947–1948 годах — художник Дмитровского фарфорового завода, в 1950-м — Конаковского фаянсового завода, в 1955—1963 годах — Дулёвского фарфорового завода.
Вышла замуж за Сергея Николаевича Михайловского (1885—1927), сына писателя Н. Г. Гарина-Михайловского. У супругов было двое детей — дочь Ева (1919/1920—1942, умерла в блокадном Ленинграде) и сын, который умер по пути из Ленинграда к матери, находившейся в то время в Сибири.
В некоторых источниках упоминается, что Рене Рудольфовна была репрессирована и жила в ссылке до 1953 года, однако эти сведения идут вразрез с данными о трудовой деятельности художницы.

## Авторский стиль
О’Коннель-Михайловская в своих декоративных работах, исполненных с уверенным мастерством и в легко узнаваемой стилистике, в основном развивала «восточную» и сказочную тематики. В её композициях для росписи по фарфору нет ни агитационного, ни социально направленного содержания. Вообще эта тематика — редкое исключение в творчестве художницы. Во время работы на ЗИКе (Конаково) Р. О’Коннель-Михайловская создала образцы росписи посуды для плова — монохромные цветочные мотивы (кобальт), полихромные орнаменты и изображения фруктов и деколи (украшение фарфора, керамики и стекла переводными рисунками).